# Емі Вайнгауз: Back To Black
«Емі Вайнгауз: Back To Black» (англ. Back to Black) — біографічний драматичний фільм 2024 року, заснований на житті британської співачки Емі Вайнгауз, зіграна Марісою Абелою. Фільм зняла Сем Тейлор-Джонсон, а сценарій написав Метт Ґрінгалґ. Окрім Маріси Абели, головні ролі виконали Джек О'Коннелл, Едді Марсан і Леслі Менвілл.
Після смерті Вайнгауз у 2011 році кілька режисерів намагалися зняти біографічні стрічки, але жоден з них не домігся свого. У 2018 році спадкоємці Вайнгауз оголосили, що підписали угоду на знімання фільму про її життя та кар'єру. До липня 2022 року StudioCanal розпочала виробництво, а фільмування відбувалися в Лондоні з січня по квітень 2023 року.
Вихід фільму в кінотеатральний прокат запланований на 12 квітня 2024 року у Великій Британії та 17 травня 2024 року у Сполучених Штатах Америки. Прем'єра в Україні назначена на 11 квітня 2024 року, розповсюдженням займається компанія B&H Film Distribution Company.

## Синопсис
Фільм заглибиться в життя і кар'єру Вайнгауз, починаючи з її ранніх років на початку 2000-х як джазову музикантку з Північного Лондона і закінчуючи її злетом до слави співачки, володарки «Ґреммі» з такими піснями, як «Rehab» і «Back to Black».

## Акторський склад
- Маріса Абела — Емі Вайнгауз
- Джек О'Коннелл — Блейк Філдер-Сівіл
- Едді Марсан — Мітч Вайнгауз
- Джульєтта Ковен — Дженіс Вайнгауз
- Леслі Менвілл — Синтія Вайнгауз